# Харкинс, Пол Донэл
Пол Донэл Харкинс (англ. Paul Donal Harkins, 15 мая 1904, Бостон, Массачусетс — 21 августа 1984, Даллас, Техас) — американский военный деятель, генерал (1962), командующий американскими силами в Южном Вьетнаме на раннем этапе Вьетнамской войны.
Протеже Паттона, служил на штабных должностях в соединениях, которыми он командовал (вплоть до должности заместителя начальника штаба армии). Участвовал в разработке высадок в Северной Африке и Италии, Арденнской операции. После войны — на штабных должностях в армии США, войсках НАТО в Европе. Участник войны в Корее. 
В феврале 1962 года возглавил Командование по оказанию военной помощи Вьетнаму. Не смог достичь военных успехов, настроил против себя американскую прессу. В июле 1964 года сменён в должности генералом Уэстморлендом.

## Ранние годы. Во время войны
Пол Харкинс родился в Бостоне в семье газетного редактора. В 1922 году зачислен в 110-й кавалерийский полк Национальной гвардии штата Массачусетс. Во время прохождения службы в нацгвардии сдал вступительные экзамены в военную академию Вест-Пойнт, куда и был зачислен в 1925 году.
После окончания академии в 1929 году распределён в 7-й кавалерийский полк на военную базу Форт-Блисс. С 1933 года – кавалерийский инструктор в лагере Форт-Райли, в 1939 году принял командование ротой F 3-го кавалерийского полка (в тот период полком командовал Джордж Паттон). В 1941 году окончил штабной колледж армии США.
Вступление США в войну в декабре 1941 года застало Пола Харкинса в 1-й кавалерийской бригаде – вновь на базе Форт-Блисс. В январе 1942 года он был переведён во 2-ю танковую дивизию, которой также командовал Паттон. С августа 1942 года Харкинс – замначальника штаба Западной группы войск под командованием Дж. Паттона, созданной для участия в операции «Факел». 8 ноября 1942 года Пол Харкинс лично высадился на алжирский берег в местечке Федхала.
В годы Второй мировой войны карьера Харкинса благодаря его связи с Дж. Паттоном пошла на взлёт. С 1943 года Харкинс — заместитель начальника штаба 7-й армии Паттона. В этом качестве Харкинс участвовал в разработке высадки на Сицилию (июль 1943 года). После того, как Паттон принял командование 3-й армией, Харкинс перешёл за ним в той же должности. Старательно выполнял указания Паттона о постоянном перемещении войск; такую необходимость обосновывал тем, что это помогает поддерживать боевой дух войск. Участвовал в разработке контрнаступательной операции в Арденнах.
В 1945 году вслед за Паттоном Пол Харкинс перевёлся в 15-ю армию, размещённую в оккупированной союзниками Баварии. Репутация Харкинса как конфидента Паттона была столь высока, что после гибели генерала в декабре 1945 года Харкинс сопровождал его вдову в Соединённые Штаты.

## Послевоенная карьера
В 1946 году полковник Харкинс назначен заместителем начальника классов в военной академии в Вест-Пойнте, позже сам занял вышестоящую должность. В апреле 1951 года кадет доложил Харкинсу, что группа учащихся (в большинстве своём игроки футбольной команды) организованно занимается списыванием. Харкинс приказал кадетам собрать информацию о нарушителях. По итогам расследования из академии было исключено 90 учащихся, среди них – те, кто знал, но не доложил о списывании. 
В том же году Пол Харкинс вернулся на штабную работу, возглавив отдел планирования в управлении оперативной работы и боевой подготовки (управление G-3) штаба армии США. В 1952 году произведён в бригадные генералы. С апреля 1953 года – начальник штаба 8-й армии в Корее в звании генерал-майора. В декабре 1953 года Харкинс принял командование 45-й пехотной дивизией; после отправки её в США командовал 24-й пехотной дивизией.
В 1954—1956 годах генерал-майор Харкинс вновь работал в управлении G-3 штаба армии,  на этот раз в отделе международных сношений – в качестве руководителя групп оказания военной помощи. В данный период времени такие группы действовали в 42 государствах мира. С июля 1956 года — заместитель начальника управления.
С 1957 года Пол Харкинс – генерал-лейтенант, командующий объединёнными сухопутными силами НАТО в Юго-Восточной Европе (со штаб-квартирой в Измире). Во время пребывания в должности уделял внимание модернизации систем связи НАТО, урегулированию между Турцией и Грецией. В 1960—1962 годах — заместитель командующего сухопутными силами США на Тихом океане. В апреле 1961 года Харкинс командовал объединённым отрядом, предназначенным для размещения в Лаосе, однако, не успев прибыть к месту назначения, тот был расформирован на Филиппинах. 

### Служба во Вьетнаме
В феврале 1962 года Харкинс в звании четырёхзвёздного генерала возглавил Командование по оказанию военной помощи Вьетнаму (КОВПВ, англ. MACV). США наращивали своё военное присутствие в регионе – к июню 1964 года, когда Харкинс покинул Вьетнам, там находилось до 16 000 американских солдат.
Генерал Харкинс, по оценке американского военного историка Марка Мойяра, не был ни «одарённым», ни «изобретательным» полководцем, однако обладал качествами «отличного организатора», хорошо умел мотивировать, чего, по мнению Мойяра, и требовала тогдашняя ситуация во Вьетнаме. Харкинс жил в Сайгоне в весьма скромных условиях, свой день проводил в полётах по стране с целью получить информацию об обстановке на местах.
Со временем отношение прессы к деятельности генерала менялось. Назначение Харкинса было позитивно оценено журналом «Тайм», который в своём номере от 11 мая 1962 года поместил Харкинса на обложку, а также дал ему характеристику «солдат до мозга костей». В дальнейшем журналисты неоднократно критиковали его за подачу недостоверной информации, преувеличивающей успехи американских и южновьетнамских сил. Репутация П. Харкинса в глазах прессы была окончательно подорвана после сражения при Апбак, сведения о котором, исходящие от штаба КОВПВ, журналисты сочли явно недостоверными.
Сдав командование в июле 1964 года генералу Уэстморленду, приветствовал его стихами Киплинга, что было встречено Уэстморлендом с недоумением, поскольку он ожидал от Харкинса однозначной оценки оперативной обстановки.

## В отставке
Проживал с женой в Далласе. Увлекался рисованием, много времени уделял изучению научной литературы. В 1969 году под авторством Харкинса вышла книга «Когда Третья гремела в Европе: История замечательной армии Паттона» (When the Third Cracked Europe: The Story of Patton’s Incredible Army). Был техническим консультантом фильма «Паттон» (1970).
Скончался в Далласе в 1984 году. Похоронен на кладбище Уэст-Пойнт.